# Vince Boryla
Vincent Joseph Boryla, né le 11 mars 1927 à East Chicago (Indiana) et mort le 27 mars 2016 à Denver (Colorado), est un ancien joueur, entraîneur et dirigeant américain de basket-ball.

## Biographie
Le surnom de Vince Boryla est « Moose ». Il est sorti diplômé du lycée East Chicago Washington en 1944. Il évolua ensuite à l'université Notre-Dame et à l'université de Denver. Il fit partie de l'équipe américaine médaillée d'or aux Jeux olympiques 1948 de Londres. Boryla joua pour les Knicks de New York au début des années 1950, devenant leur entraîneur par la suite de février 1956 à 1958.
Par la suite, il deviendra general manager de l'équipe ABA des Nuggets de Denver quand ils évoluaient alors à Kansas City et devenant par la suite les Denver Larks. Il fut aussi le general manager de l'équipe ABA des Stars de l'Utah. Boryla rejoignit par la suite les Nuggets quand la franchise intégra la NBA. Il remporta le titre de NBA Executive of the Year avec les Nuggets en 1984. 
Boryla a été intronisé au Indiana Basketball Hall of Fame et au National Polish-American Hall of Fame en 1984. Vince Boryla est décédé le 27 mars 2016 à la suite des complications d'une pneumonie, à Denver dans le Colorado.